# Kortenbos
Kortenbos is een parochie en bedevaartsoord in Limburg die gedeeltelijk op het grondgebied van de gemeenten Nieuwerkerken, Alken en de stad Sint-Truiden ligt.

## Geschiedenis
De plaats heette oorspronkelijk Nachtegael naar het leenhof op die plaats. De geschiedenis van Kortenbos wordt sinds 1636 beheerst door het miraculeus beeld van Onze-Lieve-Vrouw en later door de Basiliek van Onze-Lieve-Vrouw van Kortenbos. Deze kerk dateert van 1644 en wordt bediend door de Norbertijnen van Averbode. Toch bleven de inwoners deel uitmaken van de parochie waarvan zij het grondgebied bewoonden. Omstreeks 1840 werd er een onafhankelijke parochie opgericht.
Kortenbos maakte tot 1977 deel uit van de gemeente Kozen. Het werd toen echter hiervan afgesplitst en werd bij de gemeente Sint-Truiden gevoegd, terwijl Kozen een deelgemeente van Nieuwerkerken werd.

## Pastoors van Kortenbos
- Hugo-Lodewijk van Tongel O. Praem. (1822-1878): Pastoor 1856-1878
- Leonard Meertens O. Praem. (1845-1894): Pastoor 1878-1894
- Jozef Grouwels O. Praem. (1851-1933): Pastoor 1894-1921
- Martinus Philip Eyckens O. Praem. (1873-1948): Pastoor 1921-1945
- Hektor Hernalsteen O. Praem. (1893-1970): Pastoor 1945-1969
- Camille Claes O. Praem. (1910-1986): Pastoor 1969-1980
- Roger Wilfried van Kerckhove O. Praem. (1928-2000): Pastoor 1980-1991
- Bernard Fets O. Praem. (1936-2019): Pastoor 1991-1998
- Luc Michiels O. Praem. (1957- ): Pastoor 1998-

## Patrimonium
- de Basiliek van Onze-Lieve-Vrouw van Kortenbos (bedevaartsoord sinds 1636 en verheven tot basiliek in 1936)
- de pastorij van Kortenbos, uit 1730
- het Kasteel van Kortenbos
- de Hoeve Casselaer

## Nabijgelegen kernen
Sint-Joris, Kozen, Melveren, Zepperen